# Tenuipalpus abutiloni
Tenuipalpus abutiloni är en spindeldjursart som beskrevs av Meyer 1993. Tenuipalpus abutiloni ingår i släktet Tenuipalpus och familjen Tenuipalpidae. Inga underarter finns listade i Catalogue of Life.